# Единадесето сярско основно училище
Единадесето сярско основно училище (на гръцки: 11ο Δημοτικό Σχολείο Σερρών) е училище в източномакедонския град Сяр (Серес), Гърция. Сградата му е архитектурна забележителност.
В 1900 година османските власти дават разрешение на българите в Сяр да открият българско основно училище и детска градина на мястото на втора капия. В отговор гръцката община създава гръцко училище, за да не отслабнат позициите на елинизма в града. Училището временно се помещава в къщата на Валалас или Бабалудис в близост до църквата „Свети Йоан Богослов“. В същата 1900 година с помощта на виенския дипломат от гръцки произход Константин Думба гръцката община започва да строи модерно училище. В 1904 година строежът е завършен и училището започва да функционира. Оригиналното име на училището не е известно, но по-късно е наречено 8 основно училище. В 1929 година става 2 основно училище, а в 1953 – 11 основно училище. Училището е неокласическа сграда, във формата на буквата П. Училището с решение номер 5497/29-8-1993 на министъра на Македония и Тракия, е обявено за произведение на изкуството и исторически паметник.
Според други източници, училището е турско и негов директор в 1905 година става Абдула ефенди, бивш директор на Солунското индустриално училище „Хамидие“.